# Catherine Liu
Catherine Liu (* 1964) ist eine US-amerikanische Film- und Medienwissenschaftlerin. Sie ist Verfasserin des 2023 als Die Tugendpächter ins Deutsche übersetzten Buches Virtue Hoarders. The Case against the Professional Managerial Class von 2021.

## Akademischer Werdegang
Liu machte 1985 einen Bachelor-Abschluss in Literaturwissenschaft an der Yale University und wurde 1994 am Graduate Center der City University of New York zur Ph.D. promoviert. Es folgten Lehrtätigkeiten an verschiedenen Universitäten in den USA, Rumänien, Frankreich, Taiwan und der Volksrepublik China. Seit 2005 ist sie an der University of California, Irvine tätig, seit 2011 als full professor.
Als ihre Forschungsinteressen nennt Liu: Intellektuelle Geschichte des Klassen- und Identitätsproblems im Zeitalter der Ungleichheit, Politische Ökonomie des Populismus, Neues Taiwanesisches Kino, Akademikerkonflikt, Psychoanalyse, Populismus, Kritische Theorie und Frankfurter Schule.

## Die Tugendpächter
Liu beginnt ihre Einführung in das Buch Die Tugendpächter mit dem Satz: „Solange die meisten von uns denken können, führt die Professional Managerial Class (PMC) einen Klassenkampf, und das nicht etwa gegen Kapitalisten oder den Kapitalismus selbst, sondern gegen die Arbeiterklasse.“ Mit der PMC meint sie insbesondere das linksliberale akademische, die Demokratische Partei  wählende Milieu der USA. Den Begriff PMC entwickelt sie in Anlehnung an Barbara und John Ehrenreichs Studie zum Mentalitätswandel der Dienstleistungsschicht aus den 1970er-Jahren. Zudem greift sie auf Aussagen des Angestelltenbuches Siegfried Kracauer aus dem Jahr 1930 zurück.
Im taz-Interview erläutert Liu: Die Ehrenreichs hätten den Begriff PMC geprägt und postuliert, dass Lehrer, Journalisten, Professoren, Ärzte, Anwälte, Berater zwar lohnabhängig seien – aber nicht wirklich Arbeiter. Sie seien Verwalter des Kapitalismus. Bei Krakauer habe sie gelernt, dass Angestellte so sehr mit der Verwaltungslogik des Kapitalismus identifiziert seien, dass Solidarität ihnen nicht mehr möglich ist.
Das Buch ist eine polemische Auseinandersetzung mit der PMC-Ideologie. Die Vorstellung dieser Klasse von Kreativität, sozialem Aufstieg und moralischen Tugenden, die auf den kleinbürgerlichen Lebensstil der Arbeiterklasse herabsieht, ist der Autorin ein Dorn im Auge. Statt den Prinzipien einer universellen Gerechtigkeit Geltung zu verschaffen, folge sie zu sehr ihren eigenen Obsessionen für Fragen der kulturellen Identität, der Identitätspolitik und der Wokeness.
In seiner zustimmenden Rezension für Die Welt fasst Jörg Wimalasena zusammen, Lui beschreibe anekdotenreich, „wie die zur Schau gestellte Tugendhaftigkeit der linksliberalen PMC Klassensolidarität untergräbt, indem sie sämtliche gesellschaftlichen Probleme nur durch die Brille der eigenen Oberschichtsherkunft wahrnimmt.“ Als Beispiel nenne Lui das rigorose Vorgehen gegen sexuelle Belästigung an amerikanischen Hochschulen. Sexuelle Belästigung in Bereichen prekärer Beschäftigung sei dagegen für die PMC kaum ein Thema. Zugespitzt meint Wimalasena über die PMC: „In Abwesenheit echten materiellen Leids und gepaart mit unreflektiertem Narzissmus wird jede Unannehmlichkeit des eigenen Lebens zum gesellschaftlichen Waldbrand hochstilisiert und eine breite Solidarisierung mit einzelnen einflussreichen Frauen (zum Beispiel Annalena Baerbock) gefordert, die umgekehrt kaum selbst Solidarität mit der breiten weiblichen Arbeiterschaft zeigen.“
Laut Jan Schroeder (Rezension für den Tagesspiegel) lautet der Befund des Buches: Die PMC-Linke habe die Arbeiter aus dem Blick verloren und es sich in staatlichen Verwaltungsrängen und im mittleren Management des Kapitalismus bequem gemacht. Lius Argumentation erinnere an Sahra Wagenknechts Buch Die Selbstgerechten.
Liu kam nach eigenen Angaben zur kritischen Beschäftigung mit der PMC als sie merkte, dass deren Angehörige alles andere als begeistert von Bernie Sanders waren: „Jahrzehntelang dachte ich, dass wir alle Umverteilung, öffentliche Gesundheitsversorgung, die Aufspaltung von Monopolen und so weiter wollten, aber dann kommt der erste offen sozialistische Präsidentschaftskandidat daher – und die Menschen um mich herum waren viel mehr zu Hillary Clinton oder sogar Pete Buttigieg hingezogen.“
Nach ihrer Meinung ist Klasse wichtiger als alle anderen Kategorien. So sei eine Afroamerikanerin aus der Arbeiterschicht einer asiatischen Frau aus der Arbeiterschicht näher als Oprah Winfrey. Das klinge banal, aber in den USA werde behauptet, man könne sich nur mit Menschen aus der gleichen ethnischen Gruppe identifizieren. Im taz-Interview nennt Liu auch ein deutsches Beispiel: Karl Lagerfeld stammte aus einer reichen aristokratischen Familie. Er habe sein Leben als reicher Mann begonnen und sei noch viel reicher gestorben. Als Homosexueller habe er möglicherweise in seinen konservativen Kreisen viel Leid erfahren. Aber niemand könne ihr erzählen, dass sein Leben viel mit dem eines schwulen Mannes, beispielsweise, aus einer Hamburger Hafenarbeiterfamilie gemeinsam gehabt habe.

## Schriften
- Virtue Hoarders. The Case against the Professional Managerial Class. University of Minnesota Press, Minneapolis 2021, ISBN 978-1-4529-6645-8.
  - Die Tugendpächter. Wie sich eine neue Klasse mit Moral tarnt und Solidarität verrät. Übersetzt von Chiara Grima de la Cruz, Westend Verlag, Frankfurt am Main 2023, ISBN 978-3-86489-397-1.
- Oriental girls desire romance. 2. Auflage, Kaya Press, New York 2012, ISBN  ISBN 978-1-885030-90-0.
- The American Idyll. Academic Anti-Elitism as Cultural Critique. Iowa City: University of Iowa Press, Iowa City 2011,  ISBN 978-1-60938-050-2.
- Copying Machines. Taking Notes for the Automaton. University of Minnesota Press, Minneapolis 2000, ISBN 978-0-8166-9113-5.